# Madrid Talgo
De Madrid Talgo was een nachttrein tussen Parijs en Madrid en is genoemd naar de Spaanse hoofdstad en het gebruikte Talgo-spoorwegmaterieel.

## Inleiding
De Madrid Talgo is in 1981 door de RENFE geïntroduceerd op de route Madrid - Parijs. Voor deze trein werd gebruikgemaakt van Talgo RD-technologie waarmee het mogelijk is om op verschillende spoorwijdtes, Frans normaalspoor en Spaans Iberischspoor, te rijden. Al in 1968 zijn proefritten gehouden via de omspoorder in Irun op de grens tussen beide landen. Het Talgo-materieel van destijds had echter geen nachtaccommodatie. In 1969 werd in Hendaye een hefinrichting voor de omsporing van reizigerstreinen, m.n. de Puerta del Sol in gebruik genomen waarmee de automatische omsporing volgens het RD-systeem bij de grensovergang Hendaye/Irun buiten gebruik bleef. In 1974 kwam de eerste Talgo-camas (nachttrein), de Barcelona Talgo in gebruik met Talgo III RD-materieel, deze reed echter via de grensovergang Cerbère/Portbou.
Deze nachttrein werd op 14 december 2013 opgeheven. Vanaf 15 december 2013 rijden er doorgaande hogesnelheidstreinen van Frankrijk naar Barcelona en Madrid.

## Kantelbak
Na de introductie van de Talgo-camas in 1974 startte Talgo met een project voor een trein met kantelbaktechnologie, de Talgo Pendular. De RENFE bestelde 132 rijtuigen, Talgo IV, voor de binnenlandse dienst en 56 rijtuigen, Talgo V, voor de internationale dienst, lees Madrid Talgo. De Talgo V-rijtuigen werden voorzien van het RD-systeem zodat de trein gebruik kon maken van de nog in Irun aanwezige omspoorder. Na de aflevering van de rijtuigen beschikte de RENFE over drie stammen om de nachtdienst Madrid  - Parijs uit te voeren. Hierbij voerden twee stammen de dienst uit terwijl de derde in de werkplaats was voor inspectie en onderhoud. De (Paris-)Madrid Talgo werd in juni 1981 in de dienstregeling opgenomen. Door de automatische omsporing en de hogere snelheid als gevolg van de kantelbak duurde de reis ruim drie uur korter dan die van de Puerta del Sol.

## Route en dienstregeling
Omdat zowel in Parijs als in Madrid uitgaande treinen een oneven nummer krijgen, had de Madrid Talgo vier treinnummers.
| 409   | land               | station            | km   | 406   |
| ----- | ------------------ | ------------------ | ---- | ----- |
| 20.00 | Frankrijk          | Paris Austerlitz   | 0    | 10.27 |
| 00.25 | Frankrijk          | Bordeaux St. Jean  | 581  | 05.58 |
| 408   | Omspoorder in Irun | Omspoorder in Irun | 816  | 407   |
| 06.10 | Spanje             | Burgos             |      | 22.23 |
| 08.55 | Spanje             | Madrid Chamartin   | 1368 | 19.40 |

## EuroCity
In mei 1987 werd de trein als een van de acht nacht-EuroCity's in het EuroCity-net opgenomen. Dit was mogelijk omdat pas per 23 mei 1993 het vereiste van dagtrein geldt voor EuroCity-treinen. In juli 1991 reed een, toen nieuwe, TPI 200 (Talgo VI) mee als proef in de normale dienst. Op 31 mei 1992 werd het Talgo V-materieel vervangen door Talgo VI-materieel en kreeg de trein de naam Francisco de Goya.

## EuroNight
Op 23 mei 1993 ging deze nachttrein over naar het EuroNight-net. De RENFE exploiteerde de trein tot 1 april 2001. Op 1 april 2001 werd de treindienst overgenomen door Elipsos, een dochterbedrijf van RENFE en SNCF dat is opgericht om de nachttreinen uit Spanje naar en via Frankrijk beter in de markt te zetten. Buiten Spanje worden ze als EuroNight verkocht terwijl in Spanje de naam Trenhotel wordt gebruikt.